# 张庆华
张庆华，陕西人，中国律师，北京市海勤律师事务所创始合伙人及主任，纽约州最高法院外国法律顾问。她主要从事重组、破产以及不良资产收购等方面的法律业务，曾担任北京市国资委法律顾问。
张庆华毕业于西南政法大学经济法系，持有北京大学工商管理硕士学位。2004年，她创办了海勤律师事务所。2025年1月，张庆华入选了钱伯斯大中华区法律指南2025榜单。

## 出版书籍
- 张庆华. . 北京: 现代出版社. 2015年.
- 张庆华. . 北京: 团结出版社. 2019年.
- 张庆华. . 北京: 法律出版社. 2022年.